# 海南雞飯
海南雞飯（英語：Hainanese Chicken Rice），是一道普遍流行於東南亞的特色菜餚，在馬來西亞、新加坡、泰國、印尼和汶萊都可見到海南雞飯的踪跡。同時在新加坡也被普遍奉為國菜。

## 在馬來半島的流傳

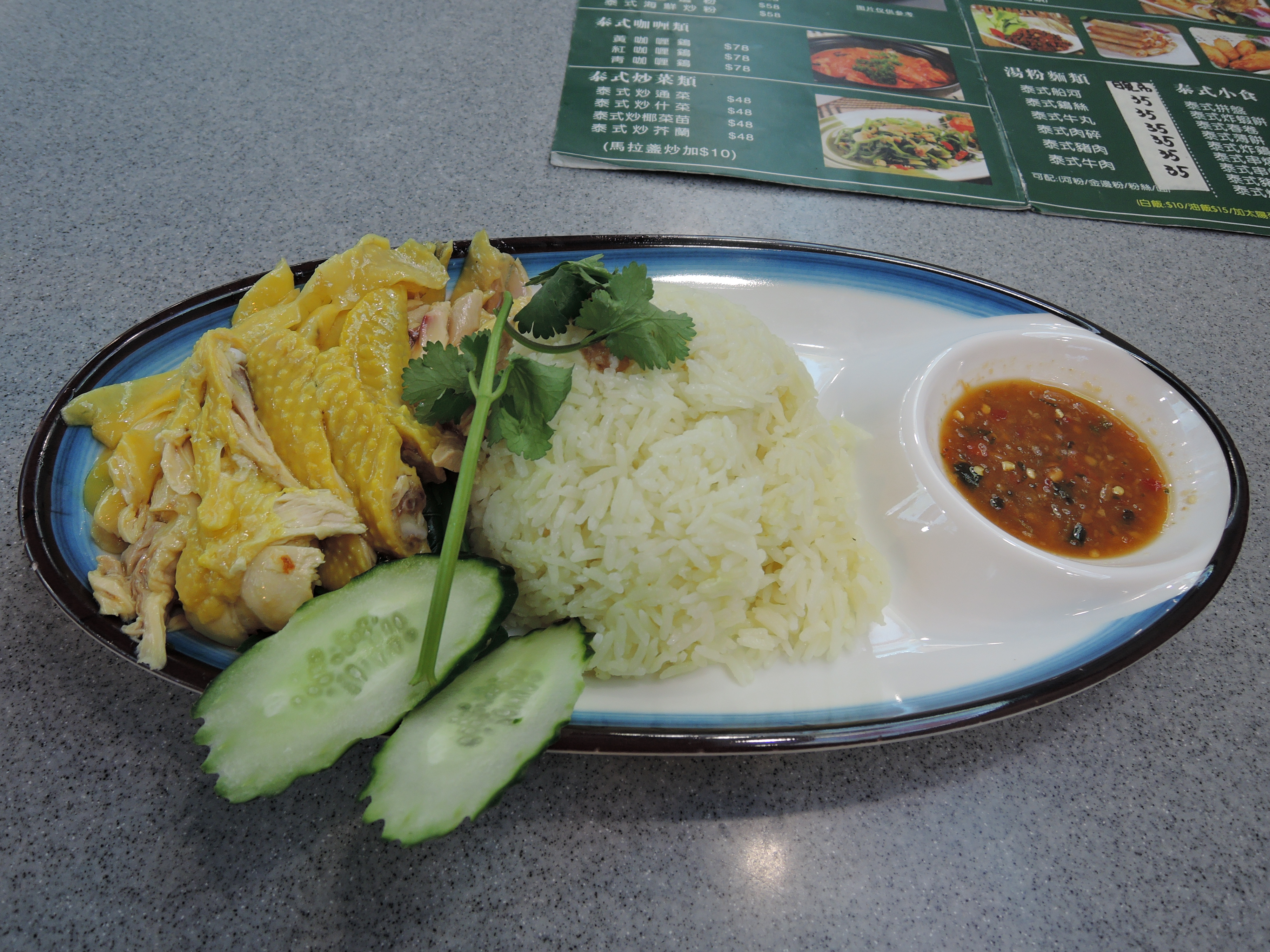
香港售賣的海南雞飯

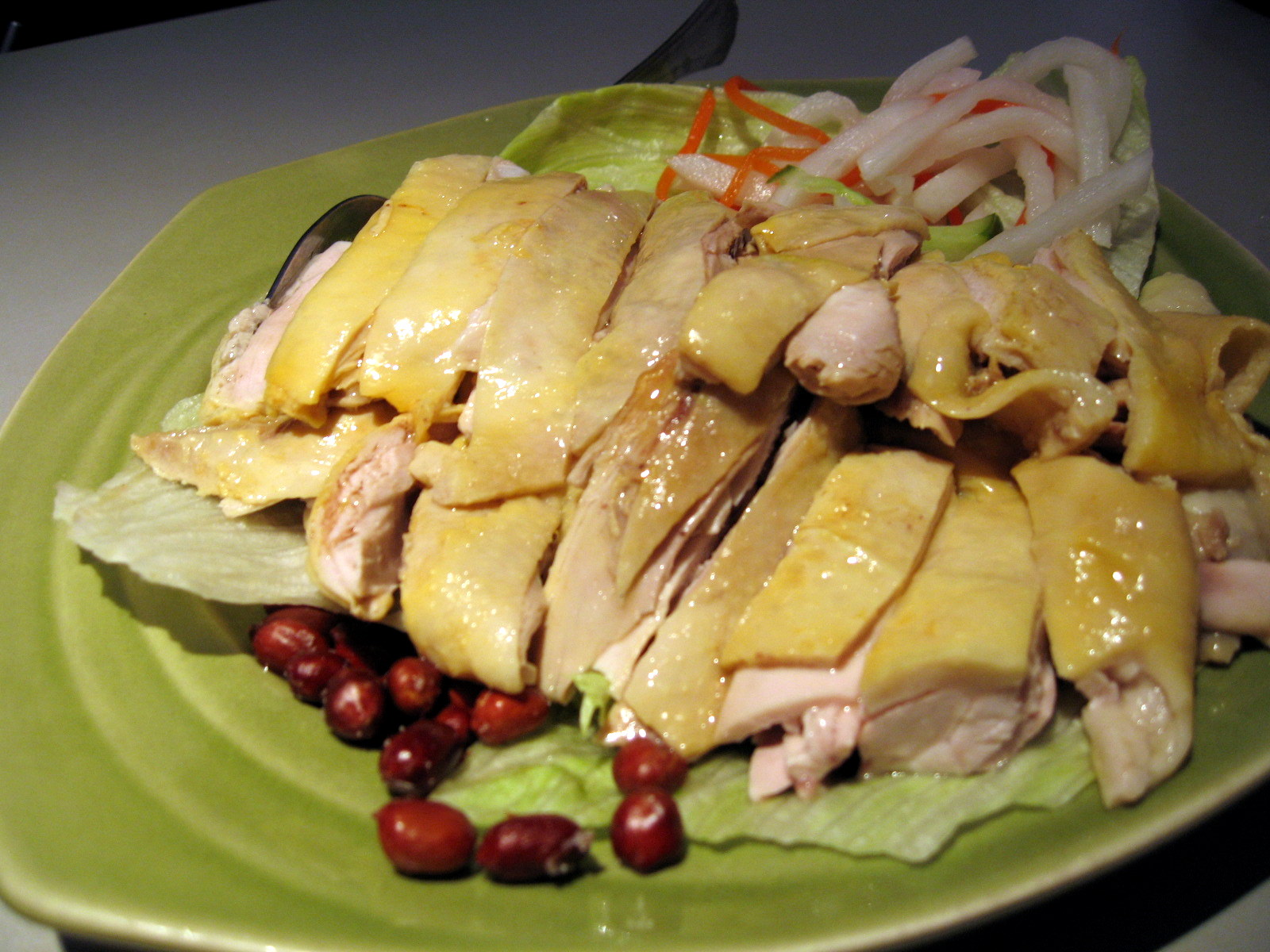
海南雞

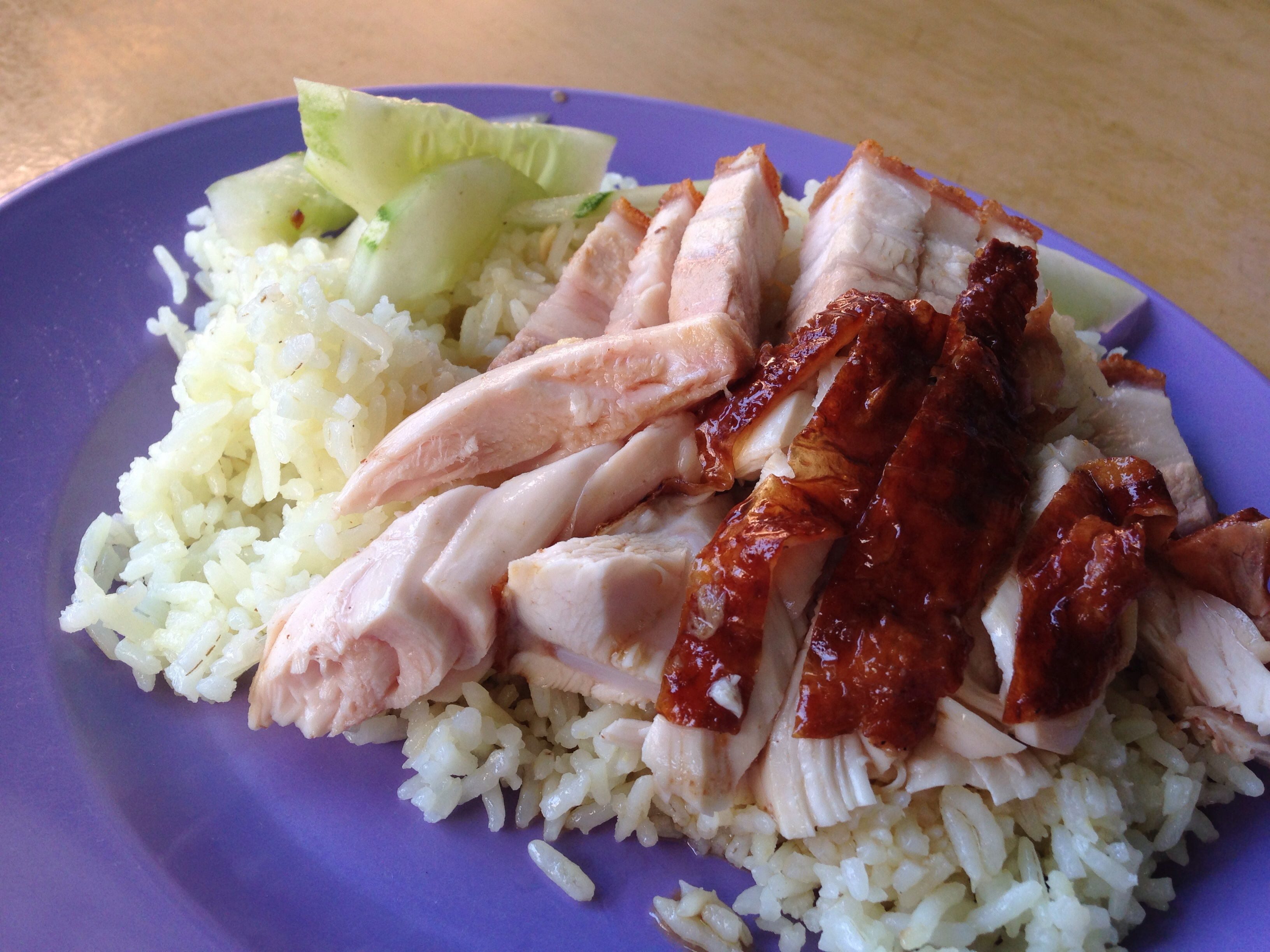
吉隆坡茶餐室所售賣的雞飯

海南雞飯早在19世紀末至20世紀初的移民潮中，隨著華工的移民，傳入馬來亞、暹羅與印尼一帶。在馬來西亞與新加坡的華人社區，海南雞飯多被簡稱為“雞飯”，在各城鎮的美食中心、茶餐室，甚至是購物中心都可見其踪迹，一般售價多介於8至9令吉之間，在多次通货膨胀后更便宜的鸡饭几乎难以寻找，在食用時都會搭配特製的辣椒醬与黑酱油。通常售賣雞飯的店家也會提供燒雞、燒肉、叉燒、滷味等料理，讓顧客有多樣化的選擇。甚至在馬六甲被演化成雞飯粒。
根據資料及口述歷史的記載，馬來半島一帶海南移民較多的城鎮如馬六甲、檳城、新加坡，甚至是吉隆坡在20世紀初就已經出現一些沿街販賣「雞飯」的海南籍小販，挑擔或雙手拿著竹籃，一邊放白斬雞肉，一邊裝油飯。為了招攬生意，有些還設置了「賭大小」的消遣遊戲，小販隨身帶了3顆骰子與空碗，以雞飯來跟人賭輸贏，若賭贏了，則送出雞肉及飯；若賭輸則給錢，這種有趣的叫賣方式，認為是當地售賣海南雞飯的雛形。
根據新加坡學者的考究，最早在新加坡售賣海南雞飯的是王義元，他在1936年由海南島南下新加坡討生活，並開始拎竹籮在新加坡一帶叫賣，後來有了儲蓄，存了點錢後就在「桃園咖啡店」擺攤賣起雞飯，被視為新加坡海南雞飯的起源。當時王義元因生意大好，請了一位伙計叫莫履瑞，莫履瑞後來自立門戶開了「瑞記」，瑞記在媒體報導下爆紅，莫履瑞賺了大錢便開始轉投資不同事業，當時還入了新加坡的富豪榜。也許是名氣太過響亮，有人張冠李戴，把瑞記的莫履瑞當成了王義元，以訛傳訛說成莫履瑞是新加坡海南雞飯的創始人。而後，「瑞記」在1990年代，因後代的個人因素不再營業，目前在大中華城市所看到的「瑞記海南雞飯」餐館，與新加坡「瑞記」並無關聯，只是業主曾經延攬前瑞記資深員工擔任顧問，並掛「瑞記」之名經營品牌。不過關於海南雞飯起源的問題，美食家蔡瀾也在他的《海南雞飯研究》之中提到：「海南雞飯該歸功於新加坡「瑞記」餐廳的老闆莫履瑞這個人。莫履瑞在二十世紀二三十年代從海南島到新加坡以賣雞飯為生，他與一般小販不同，用雙手提着兩個竹籠：一個裝雞，一個裝飯，圓圓胖胖的飯球頗有特色」。
另根據馬來西亞學者的田野調查，王義元是在1936年才開始販售海南雞飯，然而在1920年代末，就有當地華人—梁居清在巴生開始開店販售雞飯，而王義元，早在20年代，就開始在馬六甲與同鄉一同學藝做雞飯，並在30年代移居至雪蘭莪的巴生開檔售賣。另外，位於吉隆坡蘇丹街的知名海南雞飯店——南香，於1938年開業，歷史也相當悠久。在此之前，無論是王義元還是梁居清都屬於馬來西亞華人，因此可證「海南雞飯」之名始於馬來西亞。90年代，位於馬來西亞新山士乃的「新瑞記雞飯店」開幕，其店主莫澤安係為當年新加坡瑞記的創辦人——莫履瑞的侄子，1973年他越堤到新加坡，到莫履瑞叔叔的瑞記當學徒，从中學習各种烹煮海南雞飯的技藝，1997年，新加坡的瑞記結束營業後，莫澤安選擇回到新山創業，並把原瑞記的員工一併邀請，在距離士乃國際機場不遠處的住宅開設「新瑞記雞飯店」，重拾「瑞記」的招牌。

### 馬新起源爭議

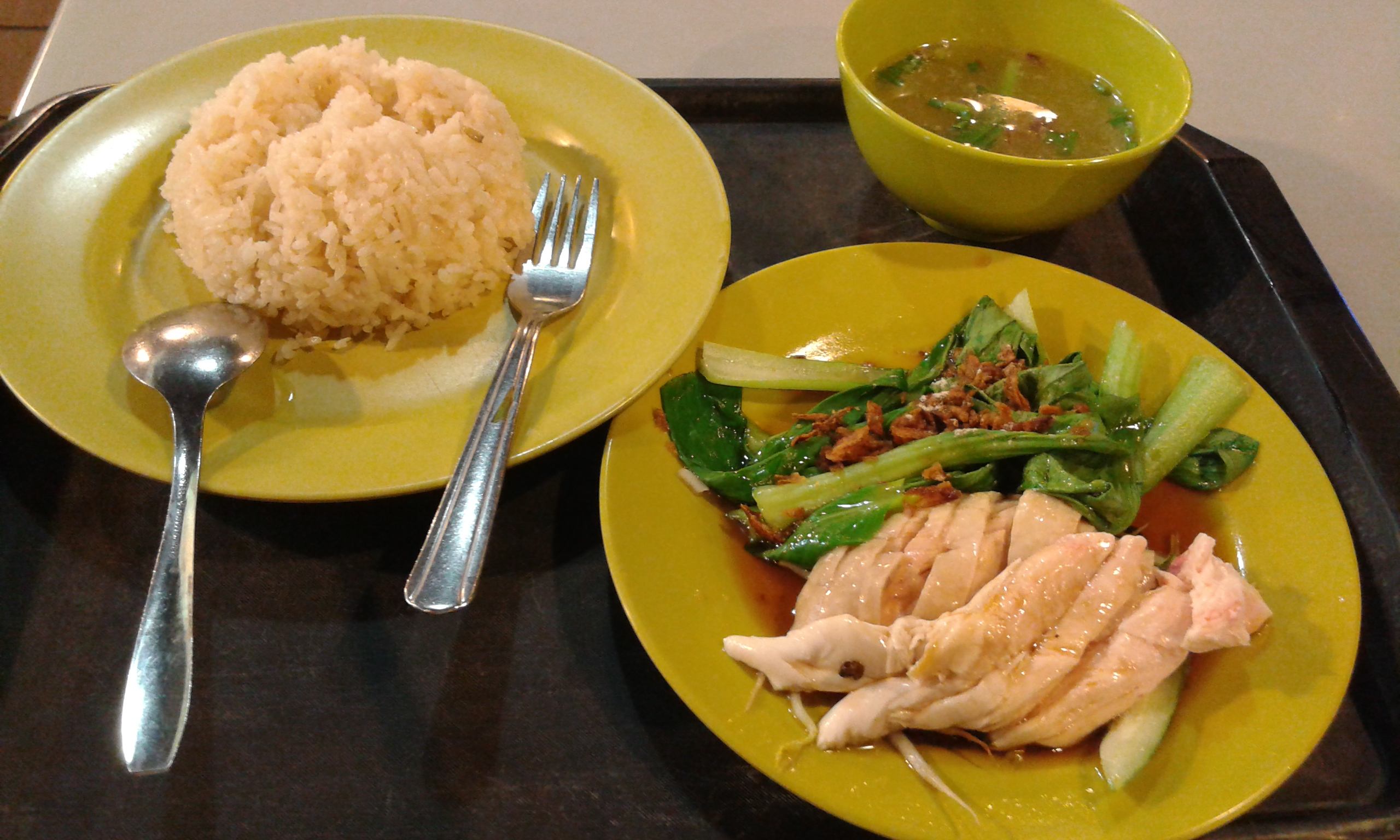
海南雞飯(新加坡)

有關海南雞飯在馬來西亞與新加坡兩地的起源爭議，以有長達數十年的爭論，最早可追溯至1965年，當馬新兩國分裂时，馬來西亞和新加坡政府都宣稱本国發明了這道料理。在2009年，當時馬來西亞的時任觀光部長——黄燕燕出席馬來西亞國際美食節揭幕活動就提起：「海南雞飯是“獨特的馬來西亞料理”，並已被其他國家所“劫持”」。随后黄燕燕澄清地提到，她打算為這類傳統馬來西亞料理（包含海南雞飯、肉骨茶、辣椒螃蟹、叻沙、椰漿飯等）申請專利等起源於馬來西亞，但長久以來遭其他國家長期“劫持”，如今馬來西亞要將這些美食「正名」，決定在三個月內將有關美食全數申請出處的專利，讓「馬來西亞美食」享譽國際。雖然黃燕燕沒有明確指出是哪些國家「掠奪」馬來西亞的傳統美食，但事實上這些美食在新加坡、印尼、汶萊、泰國等地亦都是當地民間流行的食品，特別是新加坡及印尼社會。當時馬來西亞政府的有關做法，隨即在新加坡民間引發不滿。在2018年，新加坡總理李顯龍再度宣布，考慮將當地的「小販文化」申請聯合國的文化遺產認證，這再度引起馬來西亞社會的不滿，並認為一旦新加坡成功申遺，全世界將認為多數流傳於馬新兩地的美食，包含海南雞飯，全數歸納為新加坡料理而非馬來西亞料理。

## 新加坡国菜
海南雞飯在馬來半島地區的起源一直都存在爭議，但如今普遍被奉為新加坡的國菜。新加坡獨立後，華人佔該國國民比率較高，比起馬來西亞，新加坡政府對於當地傳統華人美食更為注重，同時運用各種管道為海南雞飯進行包裝及推銷，加上其為全球最國際化的城市之一，有足夠平臺為美食打知名度，也讓當地海南雞飯得以成為世界知名料理。

## 雞飯粒

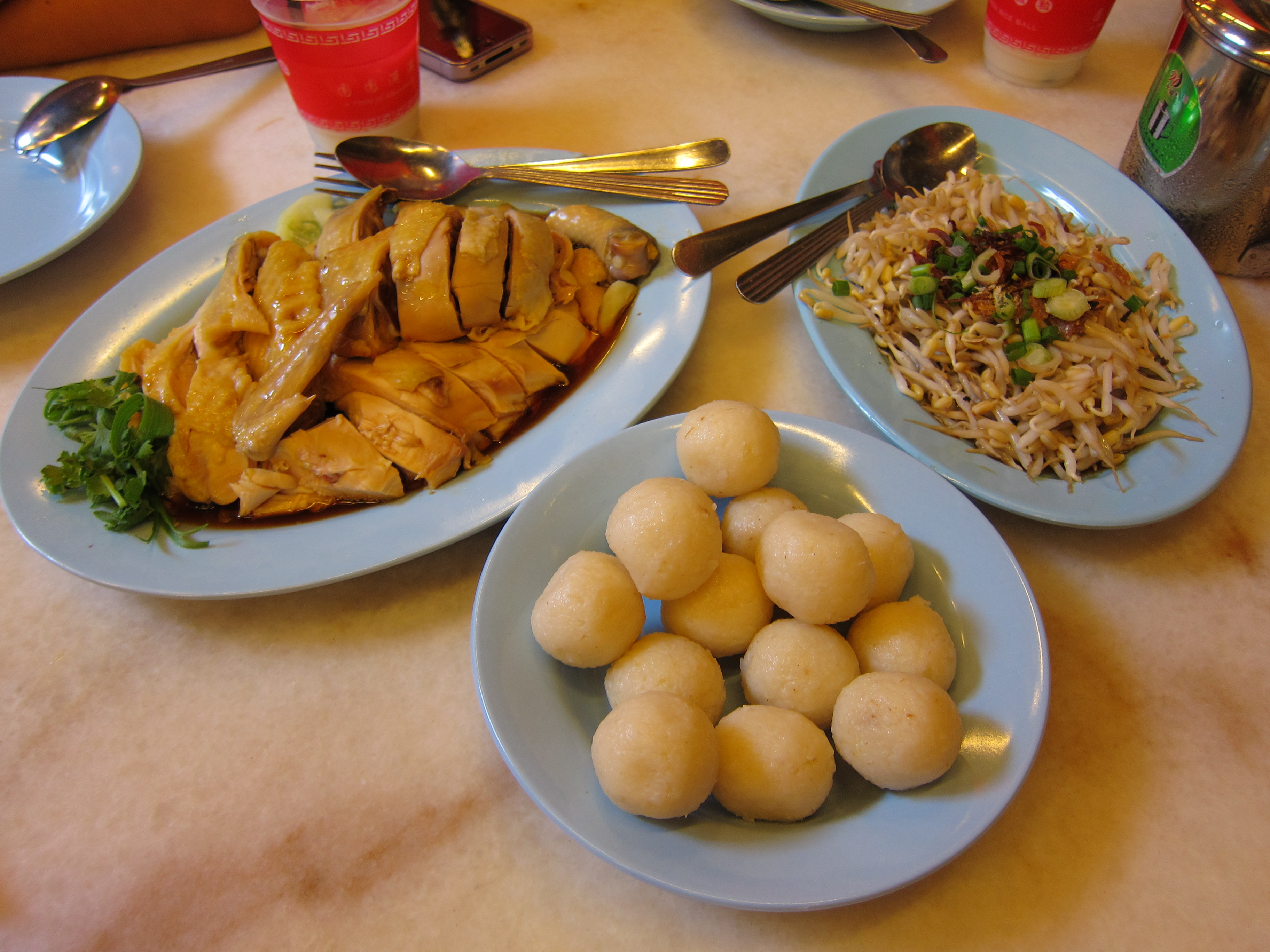
馬六甲的雞飯粒

在馬來西亞的馬六甲以及巴生、麻坡，有種海南雞飯捏成球形飯糰入口的吃法，主要是在雞飯剛熟成時，米飯的水分和膠質還有餘溫時，利用飯的黏性將其搓成團狀，吃之前再淋上黑醬油配上雞肉一同入口。據說這是海南人在每逢過年過節時，祭祖酬神時必備的供品，海南文昌人將其稱為「飯珍」，萬寧人則稱為「飯貢」，搓成球形，是祈求生命中的圓滿與團圓。後來華工南下南洋進行販售時，也將海南雞飯搓成球形飯糰，方便已扁擔的形式沿街販售，也方便勞工們直接以手抓食，現在這種球形的雞飯粒已成為馬六甲的代表性美食。

## 與文昌雞的差異
海南雞飯和海南岛的文昌雞做法有差異。海南雞飯是把雞放進水中浸熟，文昌雞則是隔水清蒸而成，文昌雞的口感較海南雞飯濕潤。

## 煮法

### 新馬式
宰好雞後雞油和內臟切出備用，以食鹽、薑汁，花椒及八角擦在雞內外，待用10-30分鐘左右，然後把水煮沸，把醃好的雞放入沸水中；待水再沸騰後關火蓋鍋蓋將雞浸熟，然後放入冰水浸10-20分鐘。洗淨的米在乾鑊上小火炒香，加小量蒜碎、雞油和浸雞水，煮成雞油香飯。把先前切下的雞內臟和白菜乾或紅棗乾煮成湯配飯同用。
上桌時，通常配以老抽、薑茸及蒜蓉辣椒醬三小碟醬汁。
內臟（通常是肝和胃）有時侯也和雞肉一起煮熟上桌，是一常見的吃法。

### 泰式
泰式海南雞飯的飯要加入一種把大蒜、生薑、芫荽梗加上食油打成泥狀的雞飯醬再拌勻，然後加入雞湯、雞肉一同烹煮。
上桌時，配以用椰子糖、芫荽梗、泰國白醬油、醬油膏等製成的沾醬。